# Slahpejávrre
Slahpejávrre, enligt tidigare ortografi Slappejaure, är en sjö i Jokkmokks kommun i Lappland och ingår i Luleälvens huvudavrinningsområde. Sjön har en area på 10,3 kvadratkilometer och ligger 725 meter över havet. Slahpejávrre ligger i Padjelanta Natura 2000-område.
Slahpejávrre har ovanligt nog två utlopp varav det östra är ett biflöde till Ábmeljåhkå. Det utloppet är aktivt i huvudsak vid högt vattenstånd. Det västra utflödet - Slahpejåhkå - är det större av de två. Se bilderna på vardera utlopp i galleriet. 
Sirges sameby har ett sommarläger på östra sidan av Slahpejávrre.

## Namnutveckling
Sjöns namn har både bytts och genomgått två ortografier:
| Generalstabskartan 1890- | Fjällkartan 1964 | Fjällkartan 2001 |
| ------------------------ | ---------------- | ---------------- |
| Stupirjaure              | Slappejaure      | Slahpejávrre     |

## Delavrinningsområde
Slahpejávrre ingår i det delavrinningsområde (750531-153430) som SMHI kallar för Utloppet av Slappejaure. Medelhöjden är 841 meter över havet och ytan är 45,96 kvadratkilometer. Det finns inga avrinningsområden uppströms utan avrinningsområdet är högsta punkten. Slahpejåhkå som avvattnar avrinningsområdet har biflödesordning 7, vilket innebär att vattnet flödar genom totalt 7 vattendrag (Moalkkomjåhkå, Miehtjerjåhkå, Njoammeljåhkå, Varggá, Vuojatädno, Stora Luleälven, Luleälven) innan det når havet. Avrinningsområdet består mestadels av kalfjäll (78 procent). Avrinningsområdet har 10,33 kvadratkilometer vattenytor vilket ger det en sjöprocent på 22,4 procent.

## Galleri

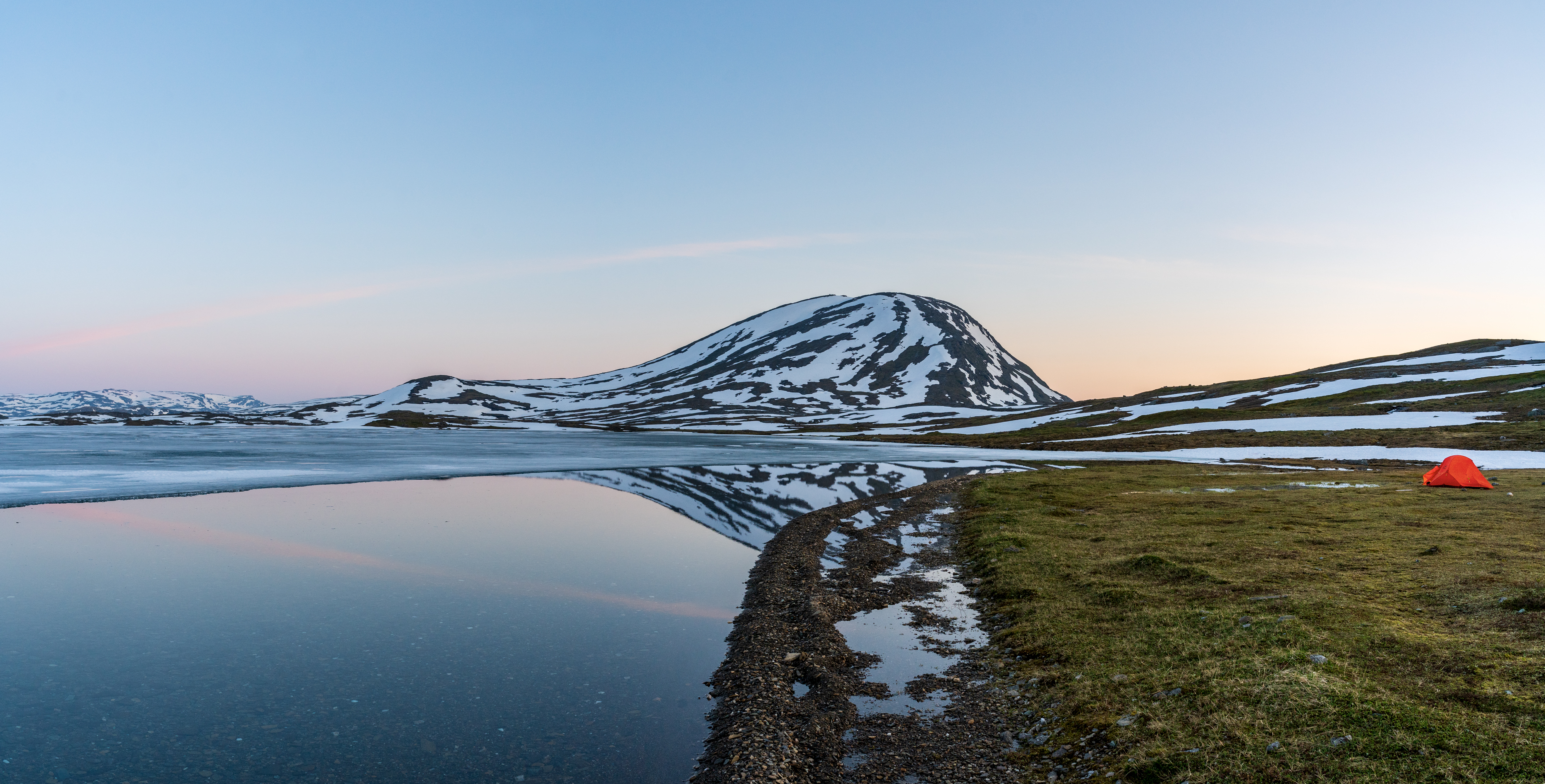
Slahpejávrre och Sávtsasj i nordvästra Padjelanta klockan ett på natten. På Sávtsasj står Riksröse 246 som markerar gränsen mot Norge.
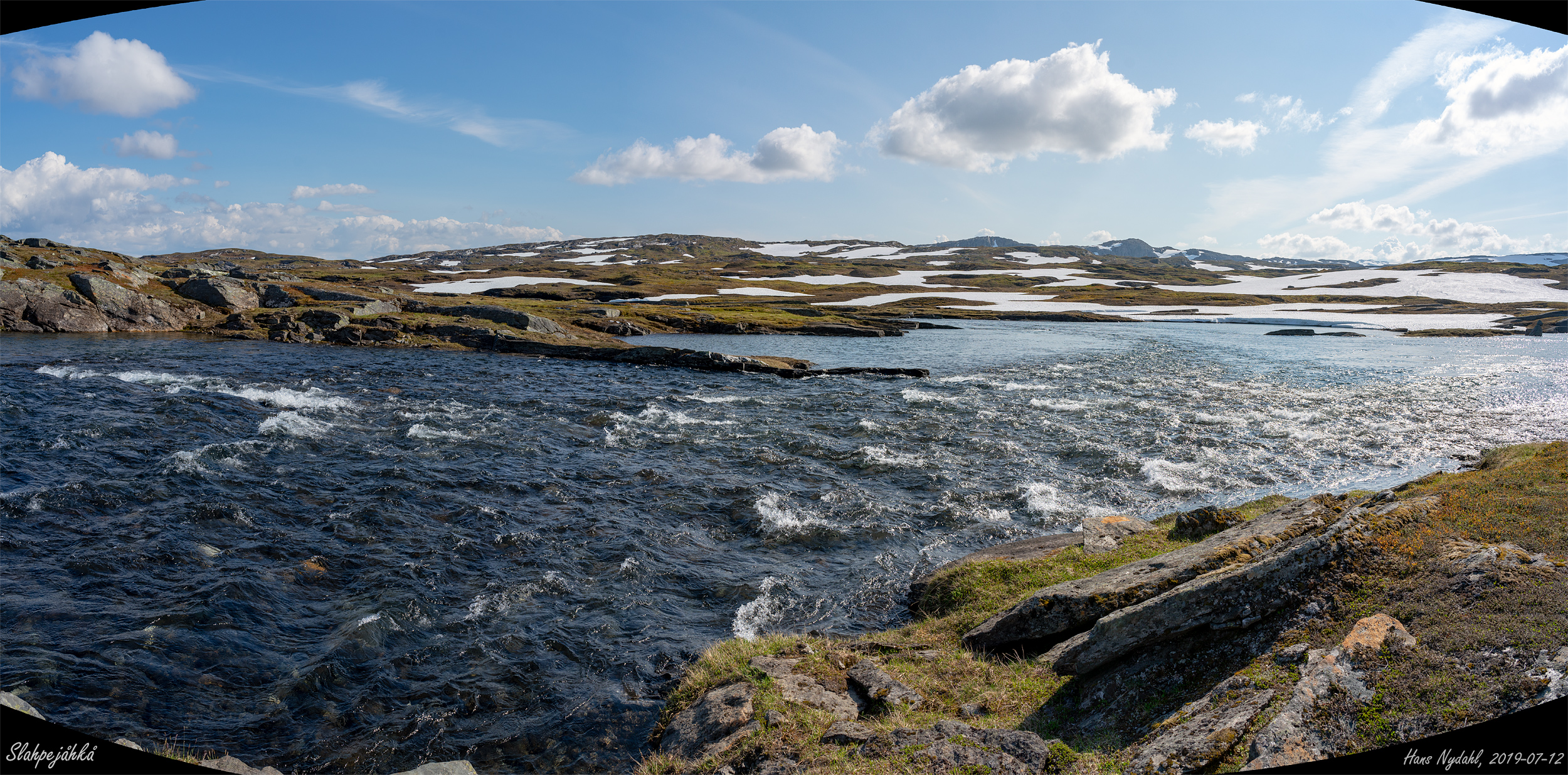
Slahpejåhkå, det västra utflödet från Slahpejávrre, har ett betydligt större flöde än det östra utloppet.
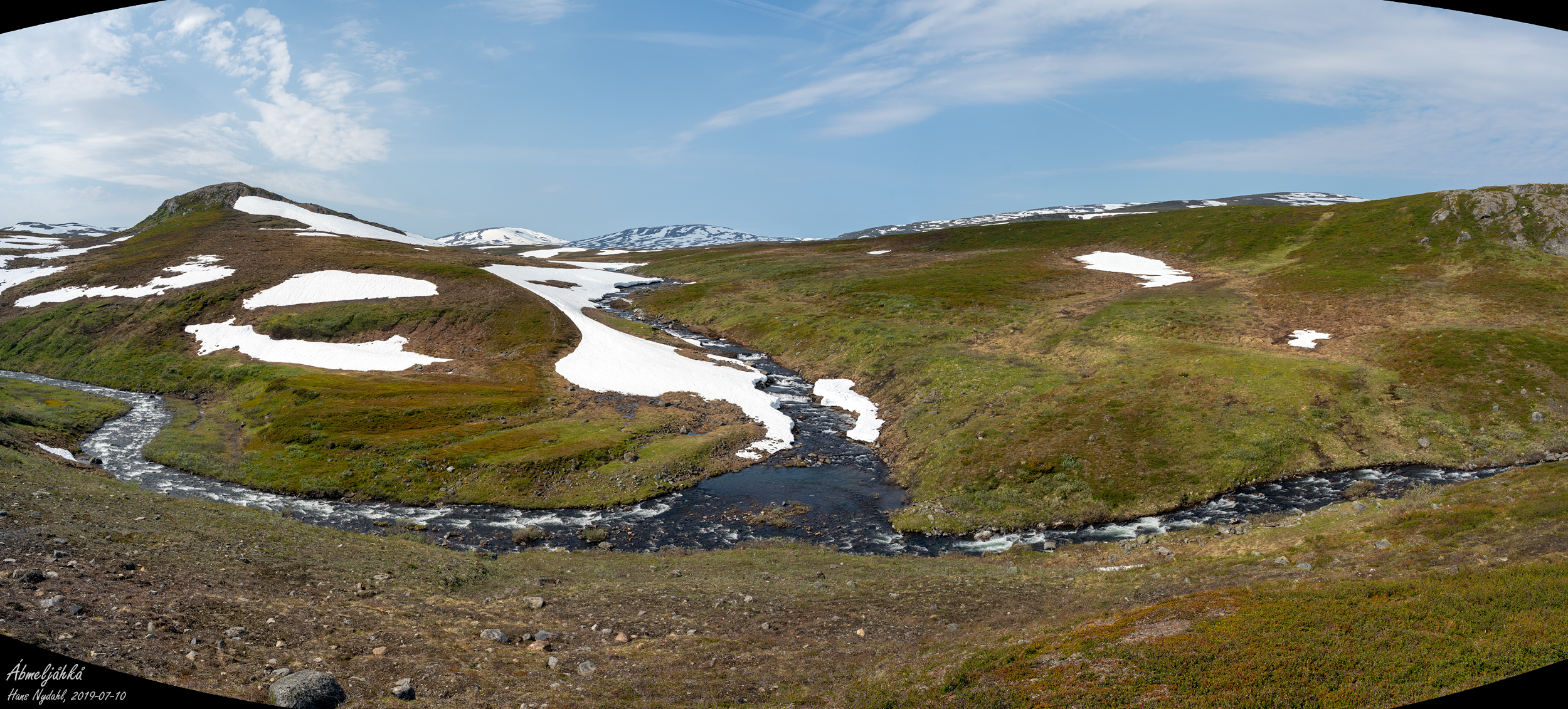
Ábmeljåhkå strax efter utloppet från Ábmeljávrre. Den anslutande jokken mitt i bilden kommer från östra sidan av Slahpejávrre.
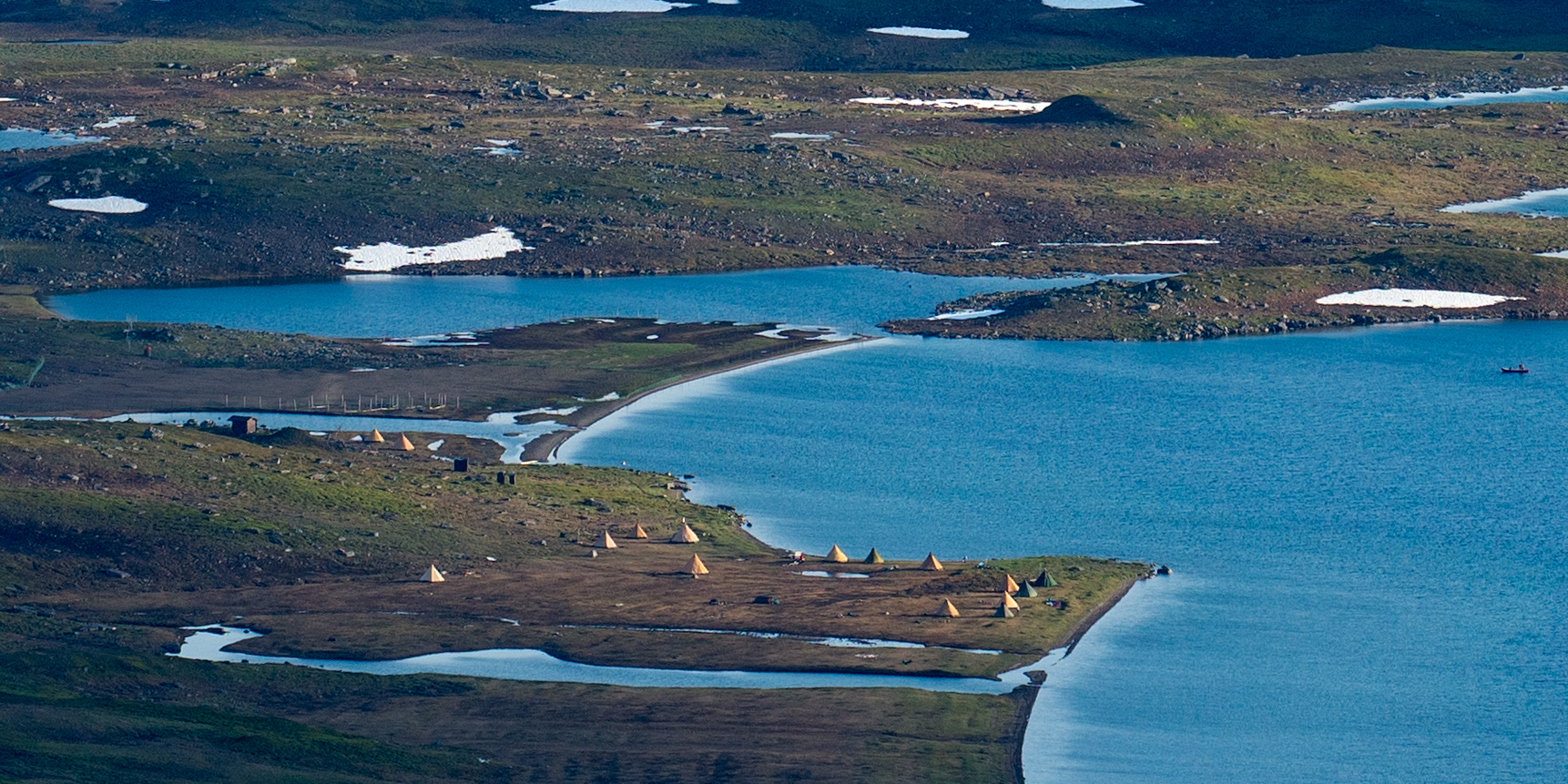
Vy mot samebyn Sirges sommarläger vid östra sidan av Slahpejávrre från toppen av Stibok.